# Kapradiníkovité
Kapradiníkovité (Thelypteridaceae) je čeleď kapradin z řádu osladičotvaré (Polypodiales). Jsou to spíše nenápadné kapradiny, rozšířené především v nížinách tropů. V České republice roste kapradiník bažinný, pérovník pštrosí a bukovinec osladičovitý.

## Charakteristika
Zástupci čeledi kapradiníkovité jsou povětšině pozemní kapradiny, výjimečně rostou na skalách nebo v rychle proudící vodě. Kořeny jsou černavé, drátovité. Oddenky jsou spíše nevětvené, krátce či dlouze plazivé nebo vzpřímené, s kopinatými plevinami. Mladé listy jsou zelené, řidčeji červenavé, někdy pokryté slizem. Sterilní a fertilní listy jsou tvarově shodné nebo jen poněkud rozdílné. U některých druhů se na listech vytvářejí rozmnožovací hlízky. Listy jsou jednoduché a celistvé až 3x zpeřené. Čepel listů je bylinná až kožovitá, téměř vždy s bílými až průhlednými jednoduchými jehlicovitými chlupy, řidčeji jsou chlupy vidličnaté, hvězdovité nebo i žláznaté chlupy. Řapíky jsou zelené nebo slámově žluté, s nezvětšenou bází. V bázi řapíku jsou 2 cévní svazky, v opačné části se spojující do jednoho svazku ve tvaru písmene U. Žilky jsou volné nebo se různým způsobem spojují, vzniklé areoly pak neobsahují další volné žilky, končící na okraji listu nebo před ním.
Výtrusné kupky jsou okrouhlé nebo protáhlé, tvoří se na vrcholu žilek, na nízkém lůžku, o ostěrou nebo nekryté. Ostěra je ledvinitá, postranní, někdy pýřitá nebo žláznatá. Výtrusnice mají ve střední části tkáň z více než 1 řady buněk. Spory jsou obvykle monoletní, řidčeji (u rodu Cyclosorus) triletní. Gametofyt je zelený, nadzemní, většinou chlupatý nebo žláznatý.

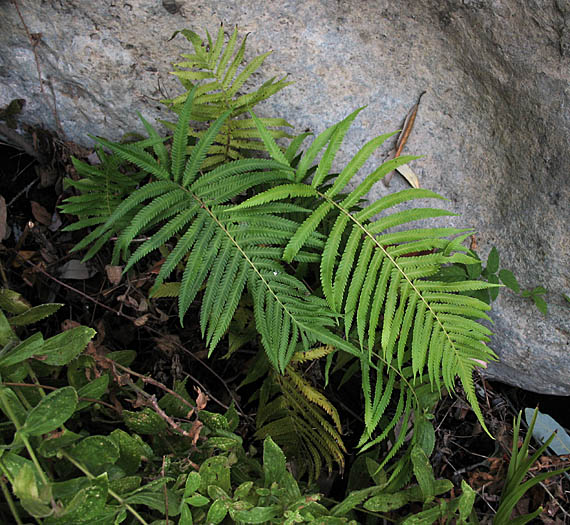
Thelypteris puberula
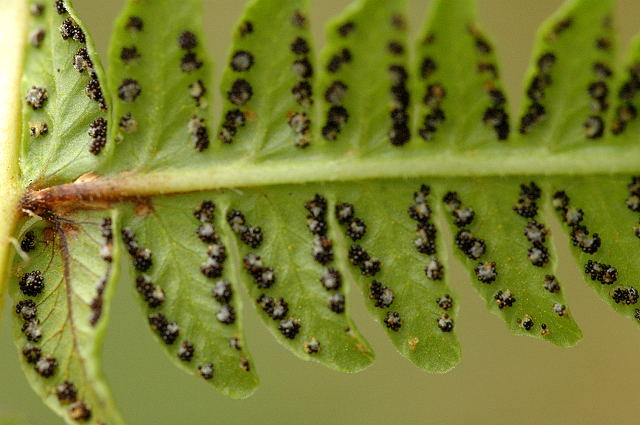
Výtrusné kupky pérnatce horského (Thelypteris limbosperma)
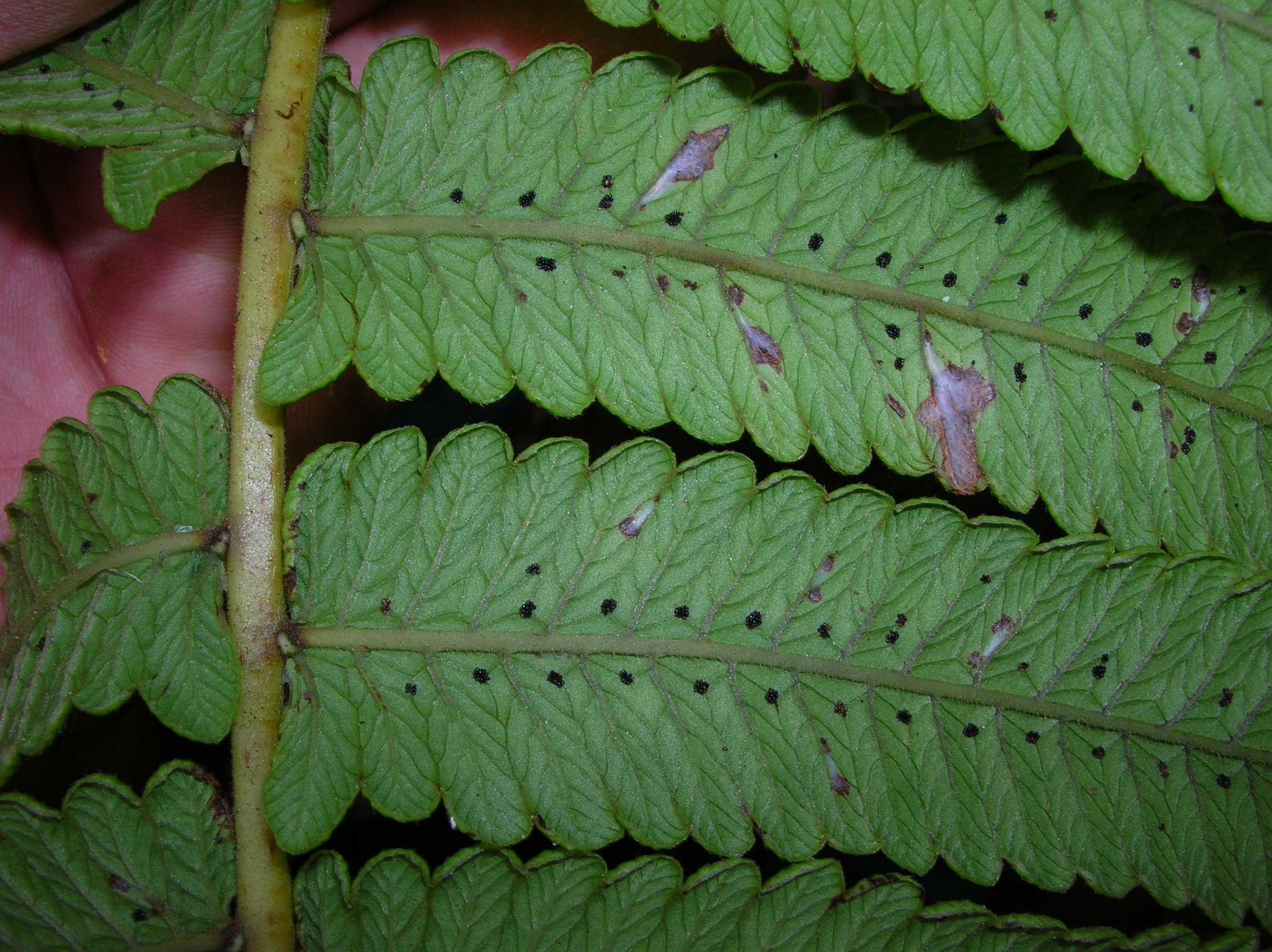
Detail výtrusných kupek Cyclosorus sandwicensis
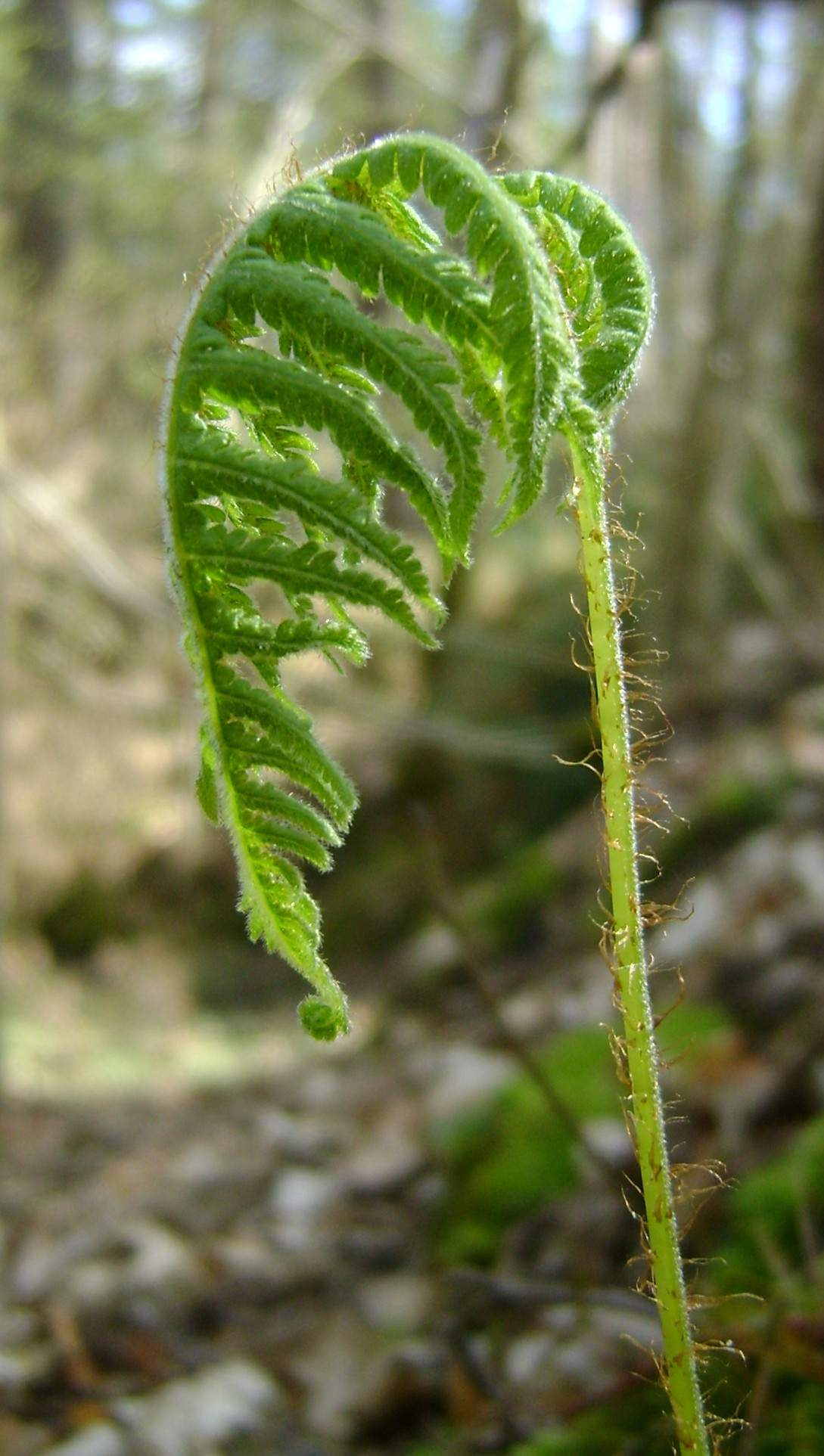
Rozvíjející se list bukovince osladičovitého (Phegopteris connectilis)

## Rozlišovací znaky
Kapradiníkovité jsou velká a dosti rozrůzněná čeleď kapradin, obvykle však může být rozpoznána podle charakteristických bělavých nebo průhledných jehlicovitých, většinou jednobuněčných chlupů na listech. Podobné chlupy bývají přítomny i na okraji a ploše plevin na oddenku. Od podobné čeledi kapraďovité (Dryopteridaceae) se kapradiníkovité liší zejména 2 cévními svazky v řapíku, průhlednými jehlicovitými chlupy a nepřítomností plevin na listech. Listy jsou často jen jednoduše zpeřené s celistvými nebo zpeřeně členěnými úkrojky a žilky se v posledních segmentech listů jen zřídka dělí.

## Taxonomie
Čeleď kapradiníkovité je vcelku dobře vymezená a s nástupem molekulárních metod nedoznala výraznějších změn. Pojetí rodů je naopak poměrně neustálené a pohybuje se v rozmezí od 1 do 30. Ve studii z roku 2011 byl počet rodů zredukován na 5, přičemž do rodu kapradiník (Thelypteris) byly vřazeny rody Amauropelta, Coryphopteris, Metathelypteris, Oreopteris, Parathelypteris a Wagneriopteris a do rodu Cyclosorus rody Amblovenatum, Ampelopteris, Amphineuron,  Chingia, Christella, Cyclogramma, Cyclosorus, Glaphyropteridopsis, Goniopteris, Meniscium, Menisorus, Mesophlebion, Mesopteris, Plesioneuron, Pneumatopteris, Pronephrium, Pseudocyclosorus, Sphaerostephanos, Stegnogramma, Steiropteris a Trigonospora.
V minulosti byly kapradiníkovité řazeny do blízkosti čeledi kapraďovité (Dryopteridaceae), podle molekulárních studií však nejsou blízce příbuzné. Podle kladogramů současné taxonomie náležejí kapradiníkovité do vývojové větve leptosporangiátních kapradin nazývané 'Eupolypods II' a zahrnující čeledi sleziníkovité (Aspleniaceae), papratkovité (Athyriaceae), kapradinkovité (Woodsiaceae), žebrovicovité (Blechnaceae) a další.

## Rozšíření
Čeleď kapradiníkovité zahrnuje asi 950 druhů v 5 rodech. Je rozšířena především v tropech a subtropech, kde se vyskytuje spíše v nižších nadmořských výškách. Do mírného pásu zasahuje poměrně málo. V květeně ČR se vyskytují 3 druhy: pérnatec horský (Thelypteris limbosperma, syn. Lastrea limbosperma), kapradiník bažinný (Thelypteris palustris) a bukovinec osladičovitý (Phegopteris connectilis). V Evropě se vyskytují mimo to ve Středomoří lokálně Cyclosorus dentatus (syn. Christella dentata) a v Pyrenejích Cyclosorus pozoi (Stegnogramma pozoi).

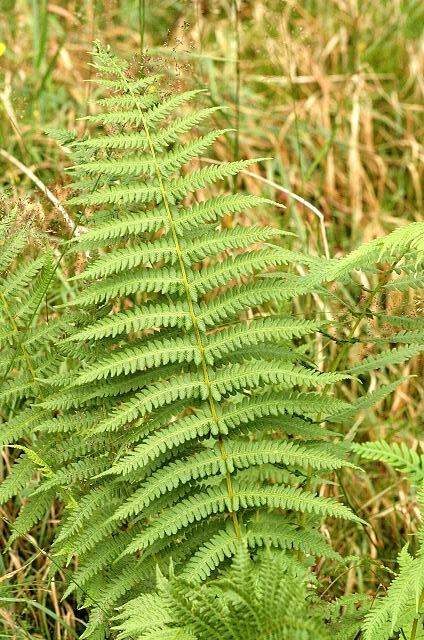
Pérnatec horský (Thelypteris limbosperma)
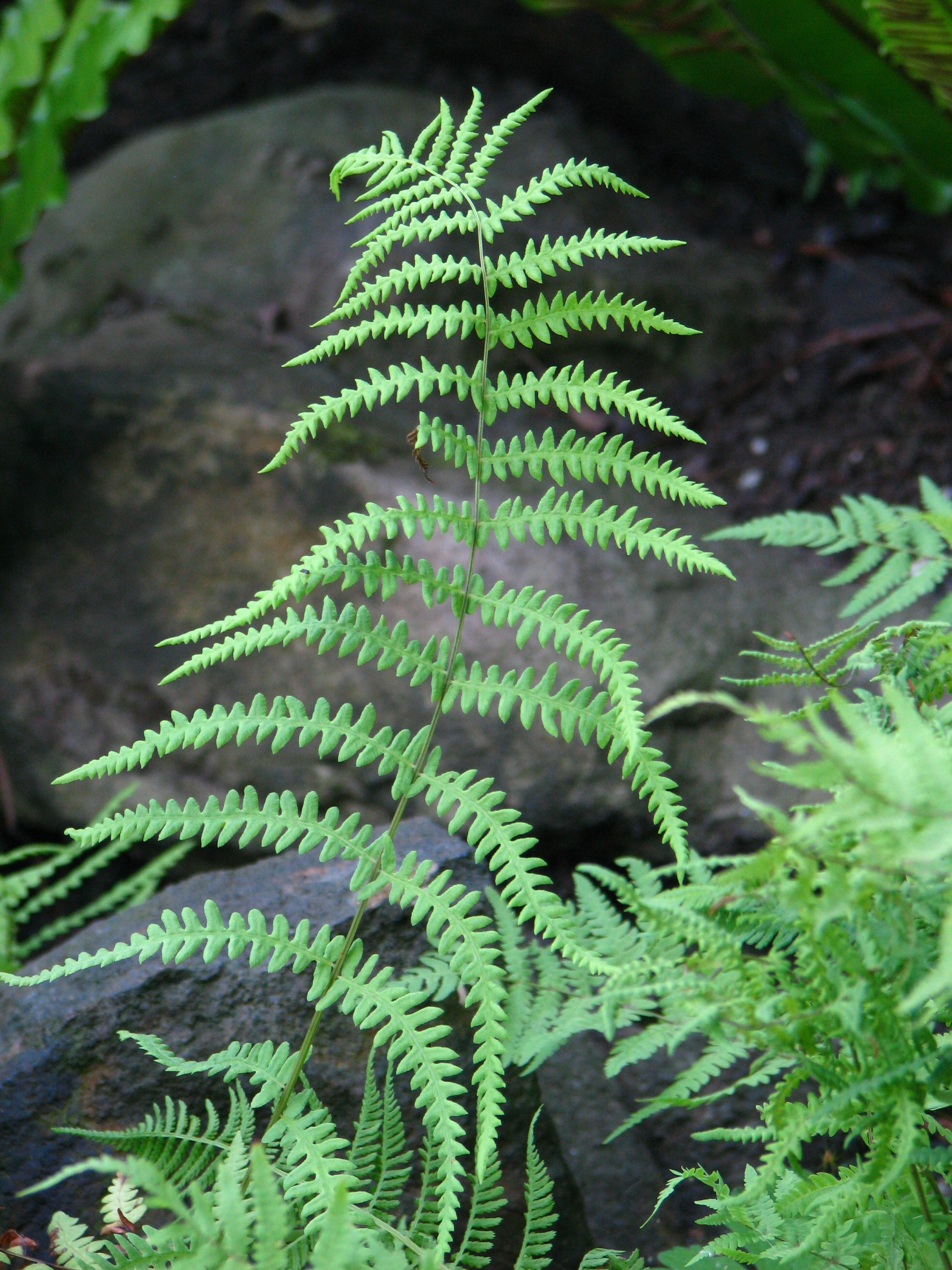
Kapradiník bažinný (Thelypteris palustris)
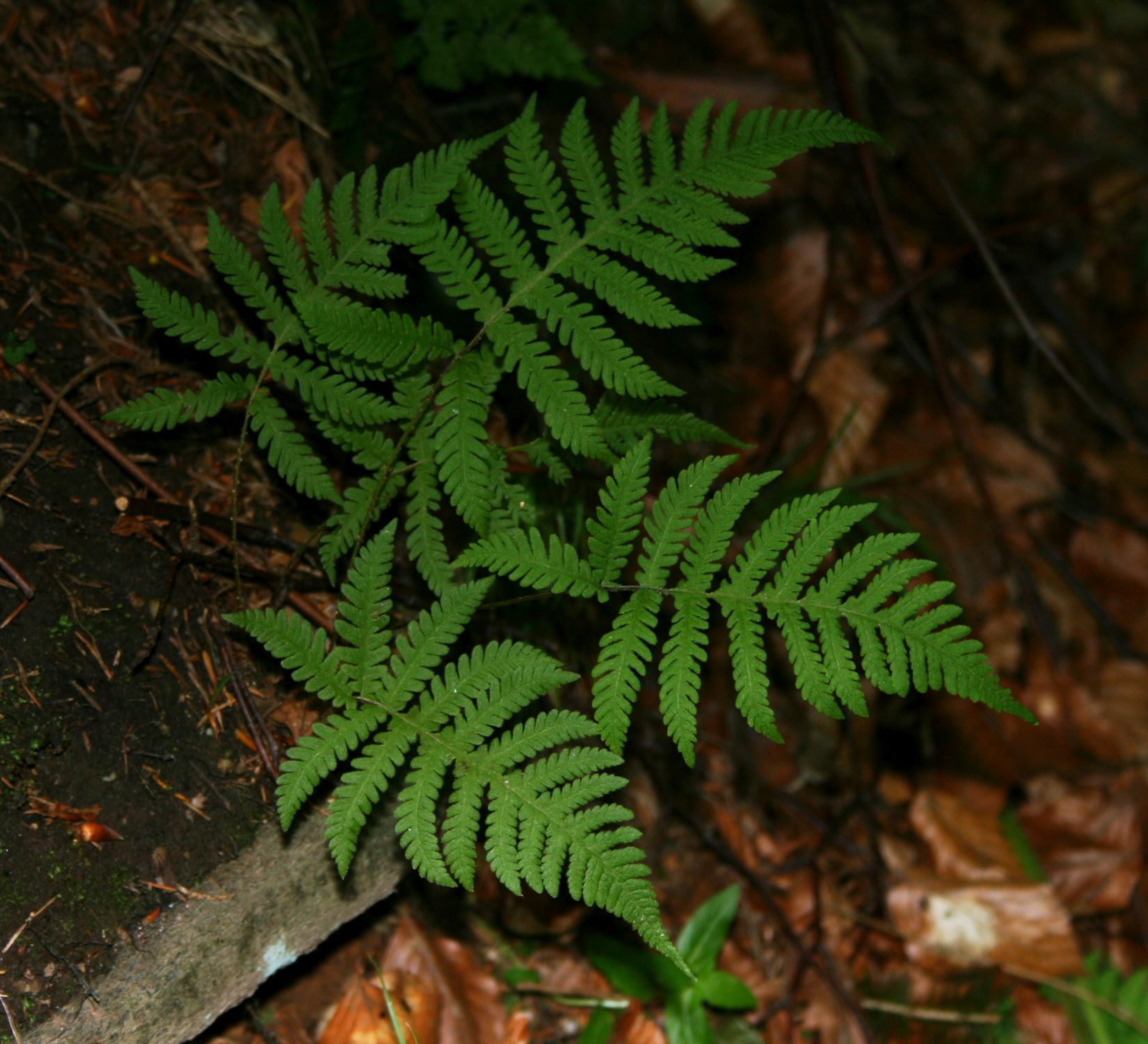
Bukovinec osladičovitý (Phegopteris connectilis)
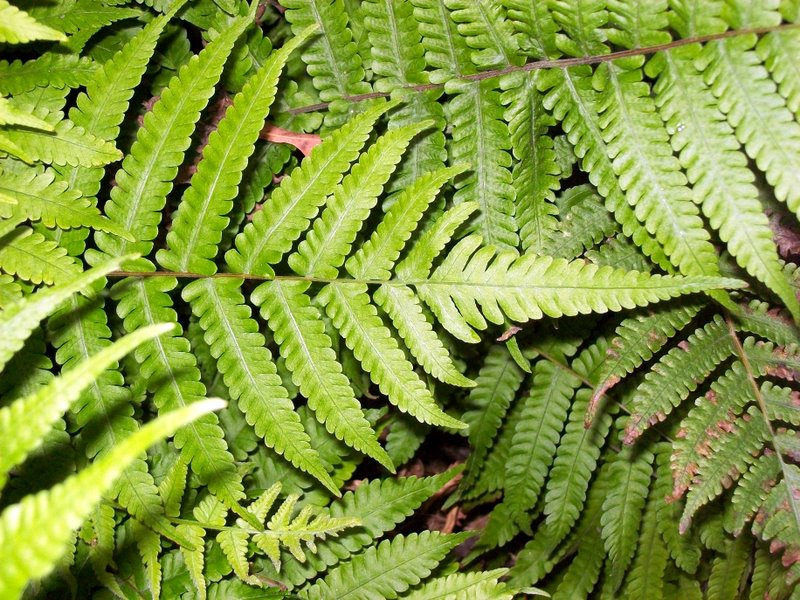
Cyclosorus dentatus

## Zástupci
- bukovinec (Phegopteris)
- kapradiník (Thelypteris)
- pérnatec horský (Thelypteris limbosperma, syn. Lastrea limbosperma)

## Přehled rodů
Cyclosorus, Macrothelypteris, Phegopteris, Pseudophegopteris, Thelypteris